# Ferdinand Zátka
Ferdinand Zátka (15. ledna 1845 České Budějovice   – 28. února 1901 Nice, Francie) byl český potravinářský podnikatel, vystudovaný právník, zakladatel a majitel továrny na výrobu sycených nápojů a sodovek v pražském Karlíně, největší v Rakousku-Uhersku. Pocházel úspěšné jihočeské podnikatelské rodiny podnikatelů a politiků, Zátků. Díky své podnikatelské činnosti zlidověla v češtině značka firmy Zátka jako označení pro kovový jednorázový uzávěr skleněné lahve, zátka.

## Život
Narodil se jako nejstarší syn v rodině českobudějovického mlynáře, podnikatele a politika Hynka Zátky, poslance rakouské Říšské rady. Vystudoval práva, získal zkušenosti v rodinné firmě.
Roku 1872 v založil Českých Budějovicích cukrovar, později i pekařství. Po tetě zdědil rozsáhlý dům v pražském Karlíně na Královské třídě (pozdější Sokolovská ulice), kde roku 1877 otevřel pekárnu. Roku 1879 založil na svém pozemku v Karlíně akciovou sodovkárnu, jednu z prvních ve střední Evropě. Zátka se stal největším výrobcem sodovek v rakousko-uherské monarchii; později rozšířil sortiment i o šumivé víno, francouzskou hořčici a kávové náhražky (cikorka, melta aj.).
Zátka si nechal v Libníči u Českých Budějovic postavit vilu Gabriela, pojmenovanou po své manželce.

### Úmrtí
V roce 1895 jej stihl první záchvat mrtvice. Se svou ženou rádi cestovali po Středomoří, pobývali v Turecku, Itálii nebo Francii. V Nice jej koncem roku 1900 stihl druhý záchvat mrtvice. Zemřel na následky oslabení organismu a zápalu plic 28. února 1901 v Nice ve věku 56 let. Jeho tělo bylo převezeno do Prahy, kde byl pohřben na Olšanských hřbitovech.